# Bardi Gábor
Bardi Gábor (Nyíregyháza, 1978. november 20. –) magyar labdarúgó. Ciprusi kupagyőztes. Korábban az Újpest és a Zalaegerszeg kapusa.

## Sikerei, díjai
Zalaegerszeg
- Magyar bajnok (első osztály): 2001-02

APÓ Péjiasz Kinírasz
- Ciprusi kupagyőztes: 2008–09
- Ciprusi bajnok (másodosztály): 2006–07